# 中央人民政府情报总署
中央人民政府情报总署是中华人民共和国中央人民政府政务院下属机构，根据1949年9月27日中国人民政治协商会议第一届全体会议通过的《中华人民共和国中央人民政府组织法》的规定，于1949年11月1日成立。中央人民政府情报总署下设办公厅和国外调查研究局。1952年8月7日，中央人民政府委员会第十七次会议在北京召开，会议认为，中央人民政府情报总署成立两年以来的工作实践证明情报总署的工作完全可以并入中央人民政府外交部下属的情报司；因此，会议决定撤销中央人民政府情报总署。

## 机构设置
- 办公厅
- 国外调查研究局
- 资料室

## 历任署长
1. 邹大鹏（1949年10月-1952年8月）

## 副署长
- 张唯一
- 王少春